# 呂号第四十潜水艦
|          |                                                                         |
| 艦歴     |                                                                         |
| 計画     | 昭和16年度計画（マル臨計画）                                            |
| 起工     | 1942年8月8日                                                            |
| 進水     | 1943年3月6日                                                            |
| 就役     | 1943年9月28日                                                           |
| その後   | 1944年2月16日爆雷攻撃で沈没                                             |
| 亡失認定 | 1944年3月28日                                                           |
| 除籍     | 1944年4月30日                                                           |
| 性能諸元 |                                                                         |
| 排水量   | 基準：960トン 常備：1,109トン 水中：1,447トン                           |
| 全長     | 80.50m                                                                  |
| 全幅     | 7.05m                                                                   |
| 吃水     | 4.07m                                                                   |
| 機関     | 艦本式22号10型ディーゼル2基 電動機、2軸 水上：4,200馬力 水中：1,200馬力 |
| 電池     | 1号15型240コ                                                            |
| 速力     | 水上：19.8kt 水中：8.0kt                                                |
| 航続距離 | 水上：16ktで5,000海里 水中：5ktで45海里                                 |
| 燃料     | 重油                                                                    |
| 乗員     | 61名                                                                    |
| 兵装     | 40口径8cm高角砲1門 25mm機銃連装1基2挺 53cm魚雷発射管 艦首4門 魚雷10本   |
| 備考     | 安全潜航深度：80m                                                       |

呂号第四十潜水艦（ろごうだいよんじゅうせんすいかん）は、日本海軍の潜水艦。呂三十五型潜水艦（中型）の6番艦。

## 艦歴
1941年（昭和16年）の昭和16年度計画（マル臨計画）により、1942年8月8日、三菱重工業神戸造船所で起工。1943年（昭和18年）3月6日進水。1943年9月28日に竣工し、二等潜水艦に類別。同日、舞鶴鎮守府籍となり、訓練部隊である第一艦隊第11潜水戦隊に編入された。
11月25日、第11潜水戦隊は第六艦隊所属となる。
1944年（昭和19年）1月15日、第34潜水隊に編入。
20日、呂40は舞鶴を出港し、29日にトラックに到着。2月12日、マーシャル諸島を経由してギルバート諸島東方沖に向かうべくトラックを出港していくのを最後に消息不明。
アメリカ側記録によると、16日、クェゼリン北西沖で浮上航走中の潜水艦を哨戒機が発見。1742、その掃討のためにやってきた米駆逐艦フェルプス(USS Phelps, DD-360)が1600mの距離で潜航中の潜水艦をソナー探知。フェルプスは爆雷13発を投下した。まもなく、米駆逐艦マクドノー(USS Macdonough, DD-351)、米掃海艇セージ(USS Sage, AM-111)が合流して爆雷攻撃に参加する。その結果、潜水艦を撃沈した。これが呂40の最期の瞬間であり、艦長の城戸保雄少佐以下乗員69名全員戦死。沈没地点はクェゼリン北西45浬地点付近、北緯09度50分 東経166度35分 / 北緯9.833度 東経166.583度。
3月28日、ギルバート諸島方面で亡失と認定され、4月30日に除籍された。

## 歴代艦長

### 艤装員長
- 不詳

### 艦長
- 城戸保雄 少佐：1943年9月28日 - 1944年2月16日戦死[2]